# Almayrac
Almayrac es una localidad y  comuna francesa en la región de Mediodía-Pirineos, departamento de Tarn, en el distrito de Albi y Cantón de Pampelonne.

## Demografía
| 226 | 275 | 266 | 269 | 267 | 275 |
| Para los censos de 1962 a 1999 la población legal corresponde a la población sin duplicidades (Fuente: INSEE [Consultar]) |     |     |     |     |     |